# Wout Neelen
Wout Neelen (Wouw, 20 oktober 2000) is een Nederlands voetballer die als verdediger voor NAC Breda speelt.

## Carrière
Wout Neelen speelde in de jeugd van RKSV Cluzona en NAC Breda. In 2019 maakte hij de overstap naar Jong NAC, en zat hij ook af en toe bij de selectie van het eerste elftal. Hij debuteerde voor NAC op 8 maart 2020, in de met 4-1 gewonnen thuiswedstrijd tegen Roda JC Kerkrade. Hij kwam in de 90+1e minuut in het veld voor Jan Paul van Hecke. In juni 2020 tekende hij zijn eerste profcontract.

### Statistieken
| Seizoen                    | Club           | Land           | Competitie     | Competitie | Competitie | Beker | Beker | Totaal | Totaal |
| Seizoen                    | Club           | Land           | Competitie     | Wed.       | Dlp.       | Wed.  | Dlp.  | Wed.   | Dlp.   |
| -------------------------- | -------------- | -------------- | -------------- | ---------- | ---------- | ----- | ----- | ------ | ------ |
| 2019/20                    | NAC Breda      | Nederland      | Eerste divisie | 1          | 0          | 0     | 0     | 1      | 0      |
| Carrièretotaal             | Carrièretotaal | Carrièretotaal | Carrièretotaal | 1          | 0          | 0     | 0     | 1      | 0      |
| Bijgewerkt op 21 juni 2020 |                |                |                |            |            |       |       |        |        |